# Lijst van rijksmonumenten in Rottevalle
De plaats Rottevalle (De Rottefalle) telt 11 inschrijvingen in het rijksmonumentenregister. Hieronder een overzicht. 
| Object | Oorspronkelijke functie? | Bouwjaar                       | Architect       | Locatie          | Coördinaten?                | Nr.?   | Afbeelding                                    |
| --- | ------------------------ | ------------------------------ | --------------- | ---------------- | --------------------------- | ------ | --------------------------------------------- |
| Kop-rompboerderij met topschoorsteen met bord                                                                            | Boerderij                |                                |                 | Brouwersgrêft 12 | 53° 8' 45" NB, 6° 6' 13" OL | 33992  | Kop-rompboerderij met topschoorsteen met bord |
| Hervormde Kerk, kerkhof en klokkenstoel                                                                                  | Kerk en kerkonderdeel    | 1724                           |                 | Buorren 18       | 53° 8' 46" NB, 6° 6' 22" OL | 33993  | Meer afbeeldingen                             |
| Doopsgezinde Kerk | Kerk en kerkonderdeel    | 1838                           |                 | Haven 16         | 53° 8' 47" NB, 6° 6' 6" OL  | 33994  | Meer afbeeldingen                             |
| Dwarshuisboerderij met voorhuis tussen twee topgevels met geblokte kroonlijst onder zadeldak met schoorstenen met borden | Boerderij                | vroege 19e eeuw                |                 | Haven 3          | 53° 8' 45" NB, 6° 6' 6" OL  | 33995  | Meer afbeeldingen                             |
| Voorm. graanpakhuis met smalle kozijnen onder zadeldak tussen twee topgevels                                             | Woonhuis                 | 1823                           |                 | Haven 5          | 53° 8' 45" NB, 6° 6' 5" OL  | 33996  | Meer afbeeldingen                             |
| Keuterboerderijtje met vensters met roeden en kleine lichtopeningen in top                                               | Boerderij                | 1850                           |                 | Kompagnonswei 34 | 53° 8' 38" NB, 6° 6' 15" OL | 33997  | Meer afbeeldingen                             |
| De Herberg van Smallingerland                                                                                            | Horeca                   | 1791                           |                 | Muldersplein 2   | 53° 8' 43" NB, 6° 6' 8" OL  | 33998  | Meer afbeeldingen                             |
| Gereformeerde kerk | Kerk en kerkonderdeel    | 1937                           | T. van der Kooi | Buorren 44       | 53° 8' 50" NB, 6° 6' 33" OL | 499166 | Meer afbeeldingen                             |
| Gereformeerde kerk, pastorie                                                                                             | Kerkelijke dienstwoning  | 1937 1950 (verb.) 1971 (verb.) | T. van der Kooi | Buorren 42       | 53° 8' 50" NB, 6° 6' 33" OL | 499172 | Gereformeerde kerk, pastorie                  |
| Gereformeerde kerk, tuinmuur                                                                                             | Erfscheiding             | 1937                           |                 | bij Buorren 42   | 53° 8' 50" NB, 6° 6' 33" OL | 499178 | Gereformeerde kerk, tuinmuur                  |
| Hervormde kerk, voorm. pastorie                                                                                          | Kerkelijke dienstwoning  | ca. 1884                       |                 | Buorren 25       | 53° 8' 47" NB, 6° 6' 19" OL | 499291 | Meer afbeeldingen                             |